# 북위 36도
북위 36도는 적도에서 36도 북쪽을 지나는 위선이다. 아프리카와 지중해, 아시아, 태평양, 북아메리카, 대서양을 지난다.
본초 자오선에서 시작해서 동쪽 방향으로, 북위 36도선은 다음 지역을 지난다.
| 좌표                                                    | 나라, 지역, 해역 | 주석 |
| ------------------------------------------------------- | ---------------- | --- |
| 북위 36° 0′ 동경 0° 0′  / 북위 36.000° 동경 0.000°      | 지중해           | |
| 북위 36° 0′ 동경 0° 7′  / 북위 36.000° 동경 0.117°      | 알제리           | |
| 북위 36° 0′ 동경 8° 18′  / 북위 36.000° 동경 8.300°     | 튀니지           | |
| 북위 36° 0′ 동경 10° 31′  / 북위 36.000° 동경 10.517°   | 지중해           | 이탈리아의 리노사섬 바로 북쪽을 지난다. 몰타의 코미노섬과 몰타섬 사이를 지난다. |
| 북위 36° 0′ 동경 23° 10′  / 북위 36.000° 동경 23.167°   | 에게해           | 그리스의 키티라섬과 안티키테라섬 사이를 지난다. 그리스의 사리아섬 바로 북쪽을 지난다.                                                                                                   |
| 북위 36° 0′ 동경 27° 45′  / 북위 36.000° 동경 27.750°   | 그리스           | 로도스섬 |
| 북위 36° 0′ 동경 27° 55′  / 북위 36.000° 동경 27.917°   | 지중해           | |
| 북위 36° 0′ 동경 35° 59′  / 북위 36.000° 동경 35.983°   | 튀르키예         | |
| 북위 36° 0′ 동경 36° 22′  / 북위 36.000° 동경 36.367°   | 시리아           | |
| 북위 36° 0′ 동경 41° 17′  / 북위 36.000° 동경 41.283°   | 이라크           | |
| 북위 36° 0′ 동경 45° 21′  / 북위 36.000° 동경 45.350°   | 이란             | |
| 북위 36° 0′ 동경 61° 10′  / 북위 36.000° 동경 61.167°   | 투르크메니스탄   | |
| 북위 36° 0′ 동경 63° 49′  / 북위 36.000° 동경 63.817°   | 아프가니스탄     | |
| 북위 36° 0′ 동경 71° 15′  / 북위 36.000° 동경 71.250°   | 파키스탄         | |
| 북위 36° 0′ 동경 76° 6′  / 북위 36.000° 동경 76.100°    | 샥스감 계곡      | 중화인민공화국이 다스리는 지역. 인도가 영유권을 주장한다. |
| 북위 36° 0′ 동경 76° 48′  / 북위 36.000° 동경 76.800°   | 중화인민공화국   | 신장 위구르 자치구 티베트 자치구 칭하이성 간쑤성 — 란저우시의 바로 남쪽을 지난다. 닝샤 후이족 자치구 간쑤성 산시성 허난성 산둥성 허난성(약 15 km) 산둥성 — 칭다오시 바로 남쪽을 지난다. |
| 북위 36° 0′ 동경 120° 18′  / 북위 36.000° 동경 120.300° | 황해             | |
| 북위 36° 0′ 동경 126° 42′  / 북위 36.000° 동경 126.700° | 대한민국         | 전라북도 — 금강 하구를 지난다. 충청남도 전라북도 경상북도 대구광역시 경상남도 |
| 북위 36° 0′ 동경 129° 35′  / 북위 36.000° 동경 129.583° | 동해             | |
| 북위 36° 0′ 동경 133° 1′  / 북위 36.000° 동경 133.017°  | 일본             | 지부리 섬: — 시마네현 |
| 북위 36° 0′ 동경 133° 4′  / 북위 36.000° 동경 133.067°  | 동해             | |
| 북위 36° 0′ 동경 135° 58′  / 북위 36.000° 동경 135.967° | 일본             | 혼슈섬: — 후쿠이현 — 기후현 — 나가노현 — 군마현 − 약 4 km — 사이타마현 — 지바현 − 약 6 km — 이바라키현                                                                                  |
| 북위 36° 0′ 동경 140° 40′  / 북위 36.000° 동경 140.667° | 태평양           | |
| 북위 36° 0′ 서경 121° 30′  / 북위 36.000° 서경 121.500° | 미국             | 캘리포니아주 네바다주 애리조나주 뉴멕시코주 텍사스주 오클라호마주 아칸소주 미주리주 / 아칸소주 경계(근처) 테네시주 노스캐롤라이나주(약 14 km) 테네시주(약 12 km) 노스캐롤라이나주       |
| 북위 36° 0′ 서경 75° 39′  / 북위 36.000° 서경 75.650°   | 대서양           | |
| 북위 36° 0′ 서경 5° 50′  / 북위 36.000° 서경 5.833°     | 지브롤터 해협    | 유럽 대륙의 남쪽 끝인 스페인의 푼타데타리파의 몇 미터 남쪽을 지난다. |
| 북위 36° 0′ 서경 5° 25′  / 북위 36.000° 서경 5.417°     | 지중해           | |

## 같이 보기
- 북위 35도
- 북위 37도